# Пабло Даніель Ескобар
Пабло Даніель Ескобар (ісп. Pablo Daniel Escobar, нар. 12 липня 1978, Асунсьйон) — болівійський футболіст парагвайського походження, півзахисник, нападник по завершенні ігрової кар'єри — футбольний тренер.
Виступав, зокрема, за клуб «Хімнасія і Есгріма» (Жужуй) та національну збірну Болівії.

## Клубна кар'єра
Народився 12 липня 1978 року в місті Асунсьйон. Вихованець футбольної школи клубу «Олімпія» (Асунсьйон). Дорослу футбольну кар'єру розпочав 1999 року в основній команді того ж клубу, в якій провів один сезон, взявши участь у 23 матчах чемпіонату. 
Своєю грою за цю команду привернув увагу представників тренерського штабу клубу «Хімнасія і Есгріма» (Жужуй), до складу якого приєднався 2000 року. Відіграв за команду із Сан-Сальвадор-де-Жужуй наступні три сезони своєї ігрової кар'єри.
Згодом з 2004 по 2008 рік грав у складі команд клубів «Депортіво Сан-Хосе», «Зе Стронгест» та парагвайський «Серро Портеньйо». 
З 2008 по 2010 на правах оренди виступав за бразильські клуби «Іпатінга», «Санту-Андре» та «Мірассол».
Протягом 2010—2011 років захищав кольори бразильських клубів «Понте-Прета» та «Ботафогу».
До складу клубу «Зе Стронгест» приєднався 2011 року. Відіграв за команду з Ла-Паса 277 матчів в національному чемпіонаті.

## Виступи за збірну
2008 року дебютував в офіційних матчах у складі національної збірної Болівії. Наразі провів у формі головної команди країни 20 матчів, забивши 4 голи.
У складі збірної був учасником розіграшу Кубка Америки 2015 року в Чилі.

## Титули і досягнення

### Клубні
- «Олімпія» (Асунсьйон)

Чемпіон Парагваю (2): 1999, 2000
- «Зе Стронгест»

Чемпіон Болівії (4): 2012, 2013, 2014, 2017